# Sesleria phleoides
Sesleria phleoides är en gräsart som beskrevs av Christian von Steven, Johann Jakob Roemer och Schult.. Sesleria phleoides ingår i släktet älväxingar, och familjen gräs. Inga underarter finns listade i Catalogue of Life.